# Поэзия
Поэ́зия (греч. ποίησις, «тво́рчество, сотворе́ние») — особый способ организации речи; привнесение в речь дополнительной меры (измерения), не определённой потребностями обыденного языка; словесное художественное творчество, преимущественно стихотворное (в узком смысле термина).
Всемирный день поэзии ежегодно отмечается 21 марта. Был учрежден ЮНЕСКО в Резолюции 30-й сессии Генеральной конференции ЮНЕСКО, принятой 15 ноября 1999 года.

## Структурные характеристики поэзии
Дополнительной мерой речи является стих (стихотворная строка), а также рифмы, метр и прочее. Часто слово поэзия употребляется в метафорическом смысле, означая изящество изложения или красоту изображаемого, и в этом смысле поэтичным может быть назван сугубо прозаический текст; во избежание путаницы в научной литературе существует тенденция избегать слова поэзия и говорить исключительно о стихе (стихах), однако и такое словоупотребление не свободно от недостатков, поскольку основное значение термина «стих» — отдельная стихотворная строка.
В современной культуре под поэзией обычно понимают вид искусства, несмотря на то, что и в нынешней повседневной жизни достаточно текстов поэтических, но не художественных (например, рекламные). Исторически стихотворными могли быть тексты любого содержания, вплоть до научных и медицинских трактатов. Целесообразность облекания этих текстов в стихотворную форму была связана с тем, что таким образом текст дистанцировался от обыденной речи, маркировался как наиболее важный, значимый.
Ритм в поэзии — это общая упорядоченность звукового строения стихотворной речи. Характер этой упорядоченности определяет систему стихосложения:
- Тексты, не имеющие иной организации, кроме членения на стихи, свободный стих.
- Строки стихов упорядочиваются, уравниваются (точно или приблизительно, подряд или периодически) по наличию тех или иных звуковых элементов.
- Системы стихосложения, основанные на нескольких признаках: чаще всего одновременно упорядочивается общее количество слогов и расположение слогов определённой долготы, силы или высоты на определённых позициях слогового ряда.

Силлабическое стихосложение определяется числом слогов, тоническое — числом ударений; и силлабо-тоническое — комбинацией того и другого.
Метр — упорядоченное чередование в стихе сильных мест (иктов) и слабых мест. К силлабо-тоническим метрам относятся, в частности, хорей, ямб, дактиль, амфибрахий и анапест.
Стихотворный размер — частная разновидность метра, характеризующаяся длиной строки, наличием или отсутствием цезуры, характером окончания (клаузулы): например, пятистопный бесцезурный ямб.
Рифма (греч. ῥυθμός, «складность, соразмерность») — созвучие окончаний стихотворных строк.
Рифмы различаются: по месту ударения — на 1, 2, 3, 4-м… слоге от конца — мужские, женские, дактилические, гипердактилические; по объёму — 1-сложные, 2-сложные и т. д.; по точности созвучия — точные, приблизительные, неточные (я меня, пламя память, неведомо следом); по лексическим и грамматическим признакам — однородные (например, глагольные) и разнородные, тавтологические, составные, омонимические, и прочее; по наличию опорных звуков выделяются рифмы богатые; по взаимному расположению рифмующихся строк смежные (aabb; одинаковые буквы условно обозначают рифмующиеся стр.к.-стихи), охватные (abba), перекрёстные (abab), смешанные (тернарные aabccb), двойные, тройные и т. д.

## Философия поэзии
«Из всех искусств первое место удерживает за собой поэзия», — писал Кант в «Критике способности суждения».
«Поэзия и проза суть явления языка», — гласит изречение Вильгельма Гумбольдта, которое является исходным пунктом теории поэзии. Общий ход человеческой мысли есть объяснение нового, неизвестного при посредстве уже познанного, известного, названного.
Создание языка — продолжающееся безостановочно и в наше время есть постоянная систематизация внешнего мира посредством приобщения новых явлений к имеющим уже название впечатлениям. Ребёнок видит неизвестный предмет — шар на лампе — и, присоединяя его к впечатлению познанному, называет шар «арбузиком». Поэт видит особое движение верхушек деревьев и, находя в запасе впечатлений одно, наиболее подходящее к этому движению, говорит: «Верхушки деревьев засыпают». Народ, видя новый способ передвижения, создаёт для него название по наиболее выдающемуся его признаку: «чугунка». Так создаётся каждое новое слово; каждое слово есть «переносное выражение»; «собственных» выражений и слов нет; все слова — с точки зрения их происхождения — «суть тропы» (Г. Гербер), то есть произведения поэтические. «Возможность обозначать систематически предметы и явления (членораздельными звуками — словами) ставит познанию проблему, которая может быть разрешена только на почве поэтических способностей» (К. Боринский). Сообразно с этим поэзия признаётся особым видом мышления, противополагаемым прозе, науке; поэзия есть мышление в словесных образах, тогда как проза есть мышление при посредстве абстракций, схем, формул. "Наука и искусство равно стремятся к познанию истины, — замечает Мориц Карьер, — но первая переходит от факта к понятию и к идее и выражает мысль о бытии в её всеобщности, строго различая отдельный случай и общее правило — закон, тогда как второе воплощает идею в отдельном явлении и сливает идею и её наглядное проявление (образ) в идеале.
Поэзия не говорит отвлечённо: место этого нового явления в системе такое-то; она как бы отождествляет его с иным явлением, которое является образом первого, и тем намечает его место в системе — грубо и наглядно, но подчас удивительно глубоко. Что такое образ? Это — воспроизведение единичного, конкретного, индивидуального случая, имеющее свойство быть знаком, заместителем целого ряда разнообразных явлений. Для мысли человеческой, тяготимой разрозненностью мира и ищущей обобщающих форм, чтобы удовлетворить свою вечную «жажду причинности» (нем. Causalitätsbedürfniss), поэтический образ является именно таким обобщающим началом, основанием, у которого группируются организованными массами необъединённые явления жизни.
Поэзия может быть названа познанием мира при помощи образов, символов, и этот образный способ мышления свойственен всем — и детям, и взрослым, и первобытным дикарям, и образованным людям. Поэтому поэзия — не только там, где великие произведения (как электричество не только там, где гроза), а, как видно уже из её эмбриональной формы — слова — везде, ежечасно и ежеминутно, где говорят и думают люди. «Поэзия — везде, где за немногими чертами определённого замкнутого образа стоит многообразие значений» (Потебня). По своему содержанию поэтический образ может ничем не отличаться от самой прозаической мысли, от указания на простейший обыденный факт, вроде того, что «Солнце отражается в луже». Если для слушателя это указание — только сообщение о физическом факте, то мы не вышли из пределов прозы; но раз дана возможность пользоваться фактом, как иносказанием, мы в области поэзии. В прозаическом понимании частный случай остался бы частным; опоэтизированный, он становится обобщением. Сообщение о ничтожном восприятии — «Солнце отражается и в луже» — получает способность говорить о чём-то совсем ином, например, об «искре Божьей в душе испорченного человека». Отдельный случай в руках поэта делается суггестивным, говорит современная эстетика; он «подсказывает», как переводит этот термин Александр Веселовский; он получает свойство быть иносказательным, подходит под бесчисленное множество применений — говорит Потебня.
Какое место занимает поэтическое мышление в развитии человеческой мысли вообще и какими свойствами ума обусловлено происхождение такого способа объяснения явлений, лучше всего видно из его сопоставления со сродным ему складом мысли — так называемым мифологическим мышлением. Поэтому психические основы мифологии — необходимая составная часть современной поэтики. Основой мифического склада мысли является, как и в мышлении поэтическом, аналогия объясняемого явления с придуманным образом; но поэтическое мышление ясно видит в этом образе вымысел, мифическое — принимает его за действительность. Говоря: «Идёт холера», поэтическое мышление не имеет притязаний на антропоморфическую реальность этого образа; мифическое, наоборот, настолько проникнуто его реальным характером, что находит возможным бороться с ним посредством опахивания, проведения границы, через которую олицетворённая «Холера» переступить не может. Подметив общую черту у эпидемии и живого существа, первобытная мысль, в которой один признак явления занимает всю ширь сознания, поспешила перенести в объясняемое явление (эпидемию) весь комплекс признаков объясняющего образа (человека, женщины); его можно не пустить в дом, заперши двери; его можно умилостивить, подарив ему овцу. Первобытный анимизм и антропоморфизм есть лишь частный случай этого полного отождествления познаваемого с познанным. Возможны, поэтому, и такие случаи мифического воззрения на предмет, где нет антропоморфизма. «Горячее, легко воспламеняющееся, вспыльчивое сердце» для нас — поэтический образ, метафора, бесконечно далёкая от представления о реальной, физической высоте температуры: мифическое воззрение переносит на вспыльчивое сердце все свойства легко воспламеняющегося предмета и потому свободно доходит до заключения, что такое сердце годится для поджога. Так было в Москве при Иоанне IV Грозном, когда обвиняли Глинских в том, что они кропили дома настоем из людских сердец и тем произвели пожар. Это воззрение сходно по происхождению и по форме конкретного представления с поэтическим; но в нём нет иносказания, нет главного элемента поэтического мышления — оно совершенно прозаично. Для объяснения происхождения чёрно-белой окраски пеликана австралийцы рассказывают, как чёрный пеликан красился в белый цвет для борьбы, подобно тому как красятся сами дикари — но не успел и т. д. «Эта история, — замечает Эрнст Гроссе („Die Anfänge der Kunst“), — конечно, весьма фантастична, но она, несмотря на это, носит совсем не поэтический, а научный характер… Это попросту примитивная зоологическая теория».
С этой точки зрения необходимо внести некоторые оговорки в общепринятое положение, гласящее, что поэзия старше прозы: в сложном ходе развития человеческой мысли прозаические и поэтические элементы связаны неразрывно, и лишь теория разделяет их. Во всяком случае пользование образом, как поэтическим произведением, требует некоторой силы анализа и предполагает высшую стадию развития сравнительно с той, на которой «идеальные представления имели в глазах взрослых мужчин и женщин ту реальность, которую они до сих пор имеют в глазах детей» (Тэйлор). Поэтические и прозаические элементы переплетены в мифе неразрывно: миф долго живёт наряду с поэзией и влияет на неё. Есть, однако, факты, бесспорно свидетельствующие о движении мысли по направлению от мифа к поэзии. Такие факты мы имеем в истории поэтического языка. Явление параллелизма, характеризующее более ранние его ступени, носит на себе сильный отпечаток мифического мышления: два изображения — природы и человеческой жизни — ставятся рядом, как равносильные и однозначащие.

Зелёная ялиночка на яр подалася,
Молодая дивчиночка в казака вдалася.
Прямого отождествления человека в этой казацкой песне с природой уже нет, но мысль только что вышла из него. Она идёт дальше — и начинает настаивать на отсутствии такого тождества: простой параллелизм переходит в отрицательный («отрицательное сравнение»):

Что не ласточки, не касаточки вкруг тепла гнезда увиваются
Увивается тут родная матушка.
Здесь уже прямо указывается, что объясняющий образ не должен быть отождествляем с объясняемым. Ещё далее следует обыкновенное поэтическое сравнение, где нет и намёка на смешивание сравниваемых предметов.
Этот переход от мифического метода мышления к поэтическому происходит так медленно, что долгое время оба строя мысли не исключают друг друга. Поэтическое выражение, будучи по происхождению простой метафорой (пришла весна), может, по так называемой «болезни языка» (М. Мюллер), перейти в миф и заставить человека приписать весне свойства материального образа. С другой стороны, близость мифа делает древний поэтический язык чрезвычайно ярким и выразительным. «Уподобления древних бардов и ораторов были содержательны, потому что они, по-видимому, и видели, и слышали, и чувствовали их; то, что мы называем поэзией, было для них действительной жизнью».
С течением времени это свойство молодого языка — его образность, поэтичность — нарушается; слова, так сказать, «истираются» от употребления; забывается их наглядное значение, их переносный характер. К признаку явления, послужившему исходной точкой его названия, исследование присоединяет новые, более существенные. Говоря: дочь, никто уже не думает, что это собственно значит «доящая», бык — «ревущий», мышь — «вор», месяц — «измеритель» и т. п., потому что явление получило иное место в мысли. Слово из конкретного становится абстрактным, из живого образа — отвлечённым знаком идеи, из поэтического — прозаическим. Не умирает, однако, прежняя потребность мысли в конкретных представлениях. Она старается снова наполнить абстракцию содержанием, иногда — старым; она заменяет «старые слова» новыми, иногда тождественными с прежними по сути, но не потерявшими ещё силы рождать живые образы: бледнеет, например, слово «великодушный», и новое выражение, «человек с большим сердцем», тавтологичное с первым, более громоздкое и неудобное, кажется, однако, более ярким и возбуждает в человеке душевные движения, каких не в силах возбудить первое, потерявшее наглядность. На этом пути рождаются более сложные, сравнительно со словом, формы поэзии — так называемые тропы.
Тропы — это следствие неистребимой потребности мысли человека «восстанавливать чувственную, возбуждающую деятельность фантазии сторону слов»; троп — не материал поэзии, а сама поэзия. В этом смысле в высшей степени любопытны поэтические приёмы, свойственные народной поэзии, и прежде всего так называемые «эпические формулы» — постоянные эпитеты и другое.
Эпическая формула, например, в своей распространённой форме (epitheton ornans) — только подновляет, освежает значение слов, «восстанавливает в сознании его внутреннюю форму», то повторяя её («дело делать», «думу думать»), то обозначая её словом другого корня, но того же значения («ясная заря»), Иногда эпитет не имеет никакого отношения к «собственному» значению слова, но присоединяется к нему, чтобы оживить его, сделать конкретнее («слёзы горючие»). В дальнейшем существовании эпитет так срастается со словом, что забывается его значение — и отсюда являются противоречивые сочетания (в сербской народной песне голова непременно русая, и потому герой, убив арапина (негра), отсёк ему «русую голову»).
Конкретирование (Versinlichung — y Карьера) может достигаться и более сложными средствами: прежде всего — сравнением, где поэт старается сделать образ наглядным посредством другого, более известного для слушателя, более яркого и выразительного. Иногда жажда конкретности мышления у поэта так велика, что он останавливается на объясняющем образе дольше, чем нужно для целей объяснения: tertium comparationis уже исчерпано, а новая картина разрастается; таковы сравнения у Гомера (Одиссея), у Н. В. Гоголя.
Итак, деятельность элементарных поэтических форм шире простого оживления наглядности слова: восстанавливая его значение, мысль вносит в него новое содержание; иносказательный элемент усложняет его, и оно делается не только отражением, но и орудием движения мысли. Этого значения совершенно не имеют «фигуры» речи, вся роль которых заключается в том, что они придают речи выразительность. «Образ, — определяет Рудольф Готшалль, — вытекает из интуиции поэта, фигура — из его пафоса; это — схема, в которую укладывается готовая мысль».

Согласно Мартину Хайдеггеру, развивающему традиции немецких романтиков Гёльдерлина и Новалиса, поэзия есть учреждение истины, или, как он ещё обозначивает её бытийную сущность, «именование богов», одаривающее народ истиной. Мысля поэзию в контексте своей философии языка, понимаемого им как «дом бытия», Хайдеггер ставит её на один уровень с философией, поскольку её историческим значением является «учреждение истины». Он также называет поэзию «сестрой философии». Поэзия как изначальный модус разомкнутости языка позволяет человеческой природе функционировать как собственно (изначальная: досл. Eigentliche) человеческой, то есть, протяжённой во времени, исторической:
Заново учреждая сущность поэзии, Гельдерлин впервые определяет некое новое время. Это время отлетевших богов и грядущего Бога. […] Сущность поэзии, которую учреждает Гельдерлин, в высшей мере исторична, ибо она заранее предполагает некое историческое время.
Таким образом, существует напряжение между философским осмыслением поэзии, стремящимся обнаружить её значение в оппозиции человек-мир, а также её исторически-языковую сущность, и литературоведческим определением, целью которого является изучение структурных моментов, либо доверяя эмпирическому факту опубликованности тех или иных произведений. При философском подходе, в отличие от литературоведческого, поэзия определяется не из результатов её производства, то есть, стихотворений, но из онтологического значения данного явления.
Благодаря последнему философы могут называть поэзией то, что для литературоведов ею не является. Так, например, литературный критик и поэт Павел Арсеньев доказывает и на собственной практике (т. н. фрейминг и проч.) иллюстрирует, что современная поэзия не должна соответствовать прежним представлениям о поэтическом как о стихотворном. Напротив, говорит Арсеньев вслед за французским философом Тьерри Де Дювом, современная поэзия должна порвать со стихотворной традицией, дополняя себя не языковыми, но визуальными, аудиальными, театральными и прочими элементами.

## Теории происхождения поэзии
Уже простейшая форма поэзии — слово — связана неразрывно с элементом музыкальным. Не только на так называемой патогномической ступени образования речи, когда слово почти сливается с междометием, но и в дальнейших стадиях «первые поэтические слова, вероятно, выкрикивались или пелись». Со звуковыми выражениями первобытного человека необходимо связана также жестикуляция. Эти три элемента соединяются в том праискусстве, из которого впоследствии выделяются его отдельные виды. В этом эстетическом агрегате членораздельная речь занимает подчас второстепенное место, сменяясь модулированными восклицаниями; образцы песен без слов, песни междометий найдены у разных первобытных народов. Таким образом первая форма поэзии, в которой уже можно заметить зачатки трёх её основных родов — хоровое действие, сопровождаемое танцами. Содержание такого «действия» — факты из повседневной жизни общины, которая является одновременно автором и исполнителем этого произведения, драматического по форме, эпического по содержанию и подчас лирического по настроению. Здесь имеются уже налицо элементы для дальнейшего выделения поэтических родов, соединённых первоначально — как это указал впервые Спенсер — в одном произведении.
Против этой теории первоначального «синкретизма» были сделаны также некоторые замечания, сводящиеся к тому, что и в первобытном поэтическом произведении может перевешивать тот или иной элемент, а в поэзии культурного склада элементы трёх основных поэтических родов бывают смешаны. Эти возражения не устраняют теории, тем более, что она утверждает «не смешение, а отсутствие различия между определёнными поэтическими родами, поэзией и другими искусствами» (Веселовский А. Н.). Гроссе не соглашается с большинством историков литературы и эстетиков, которые считают драму позднейшей формой поэзии, тогда как на самом деле она — древнейшая. На самом деле примитивное «драматическое действие без драмы» есть драма лишь с формальной точки зрения; оно получает характер драмы лишь впоследствии, с развитием личности.
Первобытный человек, можно сказать, подлежит не столько индивидуальной психологии, сколько «психологии групп» (Völkerpsychologie). Личность чувствует себя неопределённой частью аморфного, однообразного целого; она живёт, действует и мыслит лишь в ненарушимой связи с общиной, миром, землёй; вся её духовная жизнь, вся творческая сила, вся поэзия запечатлена этим «безразличием коллективизма». При таком складе личности нет места для индивидуальной литературы; в коллективных зрелищах, хоровых, общих танцах, операх-балетах все члены клана «попеременно играют роли то актёров, то зрителей» (Летурно). Сюжеты этих хоровых танцев — сцены мифические, военные, похоронные, брачные и т. п. Роли распределяются между группами хора; у хоровых групп являются запевалы, хореги; действие иногда сосредоточивается на них, на их диалоге, и здесь уже заключены семена будущего развития личного творчества. Из этого чисто эпического материала по поводу ярких событий дня, волнующих общество, выделяются поэтические произведения, проникнутые общим пафосом, а не личным лиризмом обособленного певца; это — так называемая лироэпическая песнь (гомерические гимны, средневековая кантилена, сербские и малорусские исторические песни). Встречаются среди них песни (например, французский «исторический шансон») с содержанием не из общественной, а и из личной истории; лирическое настроение в них выражено весьма сильно, но не от имени самого певца.
Понемногу, однако, деятельное сочувствие к событиям, изображённым в песне, угасает в обществе; она теряет свой волнующий, злободневный характер и передаётся, как старинное воспоминание. Из уст певца, плачущего вместе со своими слушателями, рассказ переходит в уста эпического сказителя; из лироэпической песни делается былина, над которой уже не плачут. Из бесформенной среды исполнителей выделяются профессиональные носители и исполнители поэтических сказаний — певцы, сначала общинные, поющие лишь в кругу своих родичей, потом бродячие, разносящие свои песенные сокровища по чужим людям. Это — mimi, histriones, joculatores в Древнем Риме, барды, друиды, филы у кельтов, тулиры, потом скальды в Скандинавии, труверы в Провансе и т. д. Их среда не остаётся неизменно однообразной: часть их опускается вниз, в площадные шуты, часть поднимается до письменной словесности, не только исполняя старые песни, но и слагая новые; так, в средневековой Германии на улице — шпильманы (нем. Gaukler), при дворах — писцы (нем. Schriber) заменяют старых певцов. Эти хранители эпической традиции знали иногда и по нескольку песен об одних и тех же героях, о тех же событиях; естественна попытка связать разнообразные сказания об одном и том же — сначала механически, при помощи общих мест. Неопределённый материал народных песен консолидируется, группируясь вокруг популярного в народе героя — например Сида, Ильи Муромца. Иногда эпическое творчество, как у нас, и не идёт далее этих циклов, сводов; иногда его развитие заканчивается эпопеей.
Эпопея стоит на границе между творчеством групповым и личным; подобно иным произведениям искусства, в этот период пробуждения личности она ещё анонимна или носит фиктивное имя автора, не индивидуальна по стилю, но уже «обличает цельность личного замысла и композиции». Условиями появления больших народных эпопей А. Н. Веселовский считает три факта исторической жизни: «личный поэтический акт, без сознания личного творчества; поднятие народно-политического самосознания, требовавшего выражения в поэзии; непрерывность предыдущего песенного предания, с типами, способными изменяться содержательно, согласно с требованиями общественного роста». Сознание личного почина повело бы к индивидуальной оценке событий и к розни между поэтом и народом, стало быть — к невозможности эпопеи. Как зарождается сознание личного творчества — определить, в общих чертах, трудно; в разных случаях этот вопрос решается различно. Вопрос о появлении поэта неизмеримо труднее вопроса о происхождении поэзии. Возможно и важно лишь отметить, что, как ни велико различие между безличным творчеством примитивной общины и индивидуальнейшим созданием личного искусства, оно может быть сведено к разнице в степенях одного явления — зависимости всякого поэта от ряда условий, на которые будет указано ниже.
С разложением первобытного общинного уклада совпадает новый строй мировоззрения; человек начинает чувствовать себя не «пальцем от ноги» какого-то большого организма, но самодовлеющим целым, личностью. У него есть свои, никем не разделённые горести и радости, препятствия, преодолеть которые никто ему не помогает; общественный строй уже не охватывает всецело его жизни и мысли, и подчас он вступает с ним в конфликт. Эти лирические элементы ранее уже встречаются в эпосе; теперь эти выражения личной жизни выделяются в самостоятельное целое, в поэтической форме, подготовленной предыдущим развитием. Лирическая песня поётся с сопровождением музыкального инструмента; на это указывает сам термин (лирика, от греч. Λίρα).
Осложнение общественных форм, приведшее к противопоставлению в сознании личности и общества, вызывает новый взгляд на традицию. Центр тяжести интереса к старинному сказанию переходит от события к человеку, к его внутренней жизни, к его борьбе с другими, к тем трагическим положениям, в которые его ставит противоречие личных побуждений и общественных требований. Так подготавливаются условия для появления драмы. Внешняя структура её готова — это старинная форма хорового обряда; понемногу вносятся лишь кое-какие изменения — действующие лица резче отграничиваются от хора, диалог становится страстнее, действие оживлённее. Сначала материал черпается только из традиции, из мифа; затем творчество находит поэтическое содержание и вне жизни богов и героев, в быте простых людей. До какой степени редко в начале обращение к вымыслу, видно из того, что в греческой драматической литературе известна всего одна драма, не основанная на эпическом материале. Но переходный момент наступает необходимо с дальнейшим разложением быта, падением национального самосознания, разрывом с историческим прошлым, в его опоэтизированных формах. Поэт уходит в себя и отвечает на изменившиеся духовные запросы окружающей массы новыми образами, подчас прямо противоположными традиции. Типичным образцом этой новой формы является греческая новелла эпохи упадка. Об общественном содержании здесь уже нет речи: предметом повествования являются перипетии личных судеб, обусловленные по преимуществу любовью. Форма тоже ушла от традиции; здесь всё личное — и индивидуальный творец, и фабула.
Итак, появляются выделившиеся с достаточной ясностью формы эпоса, лирики, драмы; вместе с тем, творит поэзию уже иной автор — индивидуальный поэт нового времени, по взгляду старой поэтики подчиняющийся лишь порывам своего вольного вдохновения, творящий из ничего, бесконечно свободный в выборе предмета для своих песнопений.
Эта «тройственная» теория, целой пропастью отделяющая былого пассивного выразителя общинной души от нового, личного поэта, отвергнута в значительной степени современной поэтикой. Она указывает на ряд условий, которыми связан в своём творчестве самый великий поэт, самый необузданный фантаст. Уже то, что он пользуется готовым языком, имея лишь ничтожную, сравнительно, возможность модифицировать его, указывает роль обязательных категорий в поэтическом мышлении. Подобно тому, как «говорить, значит примыкать своим индивидуальным мышлением к общему» (Гумбольдт), так и творить — значит считаться в творчестве с обязательными его формами. Безличность эпического поэта оказывается преувеличенной, но ещё в большей степени преувеличена свобода личного творца. Он исходит из готового материала и облекает его в ту форму, на которую объявился спрос; он — порождение условий времени. Это особенно ярко выражается в судьбах поэтических сюжетов, которые живут как бы своей собственной жизнью, обновляясь новым содержанием, вложенным в них новым творцом; зародыши некоторых излюбленных сюжетов вполне современных поэтических произведений отыскиваются — благодаря той новой отрасли знания, которая носит название фольклора — в далёком прошлом. «Талантливый поэт может напасть на тот или другой мотив случайно, увлечь к подражанию, создать школу, которая будет идти в его колее. Но если взглянуть на эти явления издали, в исторической перспективе, все мелкие штрихи, мода и школа, и личные течения, стушуются в широком чередовании общественно-поэтических спросов и предложений» (Веселовский).
Разница между поэтом и читателем — не в типе, а в степени: процесс поэтического мышления продолжается и в восприятии — и читатель так же перерабатывает готовую схему, как и поэт. Эта схема (сюжет, тип, образ, троп) живёт, пока поддаётся поэтическому обновлению, пока может служить «постоянным сказуемым с переменным подлежащим» — и забывается, когда перестаёт быть орудием апперцепции, когда теряет силу обобщить, объяснить что-либо из запаса впечатлений.
В таком направлении в прошлом совершалось исследование происхождения поэзии. Видеть в нём исторический закон, конечно, нет оснований; это — не обязательная формула преемственности, а эмпирическое обобщение. Отдельно прошла эту историю классическая поэзия, отдельно и заново, под двойственным влиянием своих исконных начал и греко-римской традиции, проделал её европейский Запад, отдельно — славянский мир. Схема была всегда приблизительно та же, но точные и всеобщие народно-психологические предпосылки для неё не определены; при новых условиях общественности могут сложиться иные поэтические формы, предсказать которые, по-видимому, невозможно.
Едва ли, поэтому, могут быть оправданы с научной точки зрения те дедуктивные основы деления поэтических родов, которые издавна предлагает теория в таком разнообразии. Эпос, лирика и драма сменяли друг друга в истории поэзии; эти три формы без особенных натяжек исчерпывают имеющийся у нас поэтический материал и потому годятся, как дидактический приём, для учебных целей — но никак не следует видеть в них раз навсегда данные формы поэтического творчества. Можно видеть в эпосе преобладание объективных элементов, в лирике — перевес субъективных; но определять драму, как синтез того и другого, уже невозможно, хотя бы потому, что есть иная форма соединения этих элементов, в лироэпической песне.

## Значение поэзии в современном мире
Ни растущий перевес прозаических стихий в языке, ни мощный расцвет науки, ни возможные преобразования общественного уклада не грозят существованию поэзии, хотя могут повлиять решительным образом на её формы. Роль её по-прежнему громадна; задача её аналогична с задачей науки — свести бесконечное разнообразие действительности к возможно меньшему числу обобщений, — но средства её подчас шире. Её эмоциональный элемент (см. Эстетика) даёт ей возможность влиять там, где сухие формулы науки бессильны. Мало того: не нуждаясь в точных построениях, обобщая в бездоказательном, но убедительном образе бесконечное разнообразие нюансов, ускользающих от «прокрустова ложа» логического анализа, поэзия предвосхищает выводы науки.
Порождая чувство отягощённости миром всех вещей, усложняя переживания и мышление читателей, поэзия тем самым даёт им возможность объять языком — наиболее близким человеку «материалом», который по причине пронизанности им человеческого существа является исконно человеческой субстанцией, — поэзия одаривает человека возможностью знать себя. В этом её преимущественное значение, в этом причина её дарственного, среди других искусств, положения. В этом, в конечном итоге, её неизбежность в смысле Хайдеггера или Лосева.
Целый ряд исследований конца XX — начала XXI века посвящены анализу поэтического творчества коммунистических и правототалитарных диктаторов. Франческо Беннардо, анализируя стихотворения Иосифа Сталина, опубликованные в 1895—1896 годах, отмечал, что в Грузии 1890-х годов значительная часть населения была неграмотна, серьёзной проблемой для общества была преступность, поэтому юный поэт должен был понимать, что, даже если его ожидает слава в будущем, сейчас он столкнётся только с насмешками или безразличием. Объясняя, почему тогда Сталин взялся (пусть и на короткий срок) за поэтическое творчество, Беннардо предполагал, что соединились романтический бунт и националистические мотивы, кроме этого он допускал правильность и точки зрения кандидата наук в области социальной истории Эрика Фищука де Оливейры, который утверждал, что причиной является историческая традиция. В прошлом даже научные трактаты должны были быть написаны стихами. Западная Европа утратила эту традицию под влиянием духа прагматизма, но в России «она оставалась в моде гораздо дольше». В поэзии отметились царь Иван Грозный, физик Михаил Ломоносов, дипломат Александр Грибоедов… Сталин, с точки зрения Эрика Фищука, стал продолжателем этой традиции, «крайне положительно воспринимавшейся окружающим его обществом». Бразильский историк даже цитировал Евгения Евтушенко: «поэт в России больше, чем поэт», и комментировал эту цитату так: «умение писать стихи часто указывает на склонность к известной остроте мысли… поэтическое произведение содержит более концентрированную мысль, чем проза, поэтому умение „поэтизировать“ является даром, который получают немногие». Обладатель докторской степени по советской истории, научный сотрудник Гуверовского института при Стэнфордском университете Роберт Конквест в своей монографии «Сталин: Сокрушитель народов» писал, что может показаться странным лишь на первый взгляд, что «Сталин вообще пишет стихи», и тут же приводил примеры других коммунистических диктаторов, которые также увлекались поэтическим творчеством: Мао Цзэдун, Фидель Кастро и Хо Ши Мин.